# Lampanyctus omostigma
Lampanyctus omostigma är en fiskart som beskrevs av Gilbert, 1908. Lampanyctus omostigma ingår i släktet Lampanyctus och familjen prickfiskar. Inga underarter finns listade i Catalogue of Life.